# 若草物語-恋する姉妹と恋せぬ私-
『若草物語-恋する姉妹と恋せぬ私-』（わかくさものがたり こいするしまいとこいせぬわたし）は、2024年10月6日から12月15日まで日本テレビ系「日曜ドラマ」枠で放送されたテレビドラマ。主演は堀田真由。
ルイーザ・メイ・オルコットの『若草物語』を原案として、舞台を現代に置き換えて描かれる、社会派シスターフッドコメディー。

## キャスト

### 主要人物
町田涼（まちだ りょう）〈27〉
演 - 堀田真由
本作の主人公。四姉妹の次女。原案のジョーにあたる。
脚本家を目指していたが筆を折り、現在はドラマ制作会社の助監督をつとめる。
町田恵（まちだ めぐみ）〈29〉
演 - 仁村紗和
四姉妹の長女。原案のメグにあたる。
結婚願望が強い。ハローワークの非正規職員として働く。
町田衿（まちだ えり）〈26〉
演 - 長濱ねる
四姉妹の三女。原案のベスにあたる。
役者志望。2年前から姿を消している。
町田芽（まちだ めい）〈21〉
演 - 畑芽育
四姉妹の四女。原案のエイミーにあたる。
ファッションデザイナーを夢見て服飾専門学校で学ぶ。

### 四姉妹の関係者
行城律（ゆきしろ りつ）〈27〉
演 - 一ノ瀬颯
四姉妹の幼なじみ。新聞社の文化部で働く記者。
小川大河（おがわ たいが）〈35〉
演 - 渡辺大知
恵の恋人。ハローワークで働く正規職員。趣味はゴルフとボウリング。
沼田灯司（ぬまた とうじ）〈21〉
演 - 深田竜生
芽のクラスメイト。ファッションデザイナー志望の服飾学生。
桃ちゃん（ももちゃん）〈21〉
演 - 井手上漠
芽のクラスメイトで、仲良しの友達。ハイブランド就職を目指す服飾学生。
大平かなえ（おおひら かなえ）〈60〉
演 - 筒井真理子
ベテラン脚本家。「ラブストーリーの名匠」と称される。涼と奇妙な縁で師弟関係となる。
柿谷成実（かきたに なるみ）〈37〉
演 - 臼田あさ美
ドラマ制作会社のプロデューサー。涼の職場の先輩。
佐倉治子（さくら はるこ）〈43〉
演 - 酒井若菜
ハローワークの非正規職員。恵の同僚。恵とは昼食時間に一緒にお弁当を食べる仲。
土方昭彦（ひじかた あきひこ）〈54〉
演 - 阪田マサノブ
ハローワークの正規職員。恵や大河、佐倉の上司。
町田満美（まちだ まみ）〈53〉
演 - 坂井真紀
四姉妹の母親。これまで結婚と離婚を4回繰り返している超恋愛体質。家族やお金よりも恋が最優先。

### テレビ日本ドラマ部
坂口琢磨
演 - 今井隆文
プロデューサー。
花村紗枝
演 - 工藤遥
アシスタントプロデューサー。市ノ瀬小百合の古参ファン。
涼の企画で市ノ瀬の初主演作品「友情遊覧船」の配信にこぎ着ける。
水嶋樹
演 - 岩男海史
監督。

### その他
黒崎潤（くろさき じゅん）〈59〉
演 - 生瀬勝久
人気脚本家。「ドラマ界のヒットメーカー」と称される。
市ノ瀬小百合
演 - 中田青渚
現役アイドル。俳優業に挑戦し始めている。
行城豊
演 - 佐戸井けん太
律の祖父。幼い頃に両親を亡くした律にとって唯一の肉親。
沼田真琴（ぬまた まこと）〈8〉
演 - 永瀬矢紘
小学生。沼田の弟。

## スタッフ
- 原案 - ルイザ・メイ・オルコット『若草物語』
- 脚本 - 松島瑠璃子[5]
- 音楽 - はらかなこ[5]
- 主題歌 - いきものがかり「ドラマティックおいでよ」（Sony Music Labels Inc.）[1]
- 演出 - 猪股隆一、瀬野尾一[5]
- プロデューサー - 森有紗、松山雅則[5]
- 協力プロデューサー - 河野英裕[5]
- チーフプロデューサー - 松本京子[5]
- 制作協力 - トータルメディアコミュニケーション
- 製作著作 - 日本テレビ

## 放送日程
| 各話                                                         | 放送日   | サブタイトル               | ラテ欄                                                                       | 演出     | 視聴率 |
| ------------------------------------------------------------ | -------- | -------------------------- | ---------------------------------------------------------------------------- | -------- | ------ |
| 第1話                                                        | 10月06日 | 私は恋も結婚もしない!!     | 幸せ幻想をぶっ壊せ!! 結婚恋愛キャリア友情お金 令和ニッポンで人生に迷う四姉妹 | 猪股隆一 | 4.4%   |
| 第2話                                                        | 10月13日 | 恋は一瞬、姉妹は永遠       | 金なし職なしで人生ドン底!! 警察沙汰で姉妹にトラブルの嵐…                     | 猪股隆一 | 4.0%   |
| 第3話                                                        | 10月20日 | 恋せぬ次女VS恋愛脚本家!?   | 恋せぬ次女VS恋愛脚本家!! マッチングアプリ男と波乱デート                      | 瀬野尾一 | 3.1%   |
| 第4話                                                        | 11月03日 | 超恋愛体質のママ、襲来!!   | 家賃に学費に…金欠の危機!! 超恋愛体質ママ襲来で姉妹大混乱                     | 猪股隆一 |        |
| 第5話                                                        | 11月10日 | 恋せぬ次女に恋する幼馴染   | 恋せぬ次女に恋する幼馴染… 秘めた想いが止まらず非常事態!?                     | 瀬野尾一 |        |
| 第6話                                                        | 11月17日 | 恋せぬ次女のデビュー作     | 恋せぬ次女の脚本デビューは不倫もの!? 失踪した妹 衝撃展開!                    | 猪股隆一 |        |
| 第7話                                                        | 11月24日 | 消えた三女の行方           | 失踪中三女が遂に見つかる!? 漁師町で大捜索…衝撃の真相判明                     | 瀬野尾一 |        |
| 第8話                                                        | 12月01日 | 再会、涙の別れ             | 衝撃!行方不明の三女と再会 明かされる失踪の真相 姉妹の涙…                     | 猪股隆一 |        |
| 第9話                                                        | 12月08日 | 恋せぬ次女に幼馴染が告白!? | 恋せぬ次女に幼馴染が求婚! 長女はモラハラ男成敗 四女VS.沼男                   | 瀬野尾一 |        |
| 最終話                                                       | 12月15日 | 四者四様のハッピーエンド   | 親友失い姉妹もバラバラ!? 恋せぬ次女が辿り着く幸せの結末                      | 猪股隆一 |        |
| （視聴率はビデオリサーチ調べ、関東地区・世帯・リアルタイム） |          |                            |                                                                              |          |        |

- 10月27日は第50回衆議院議員総選挙特別番組『zero選挙2024』（19:58 - 翌2:00）放送のため、休止[17]。